# IJzertoren

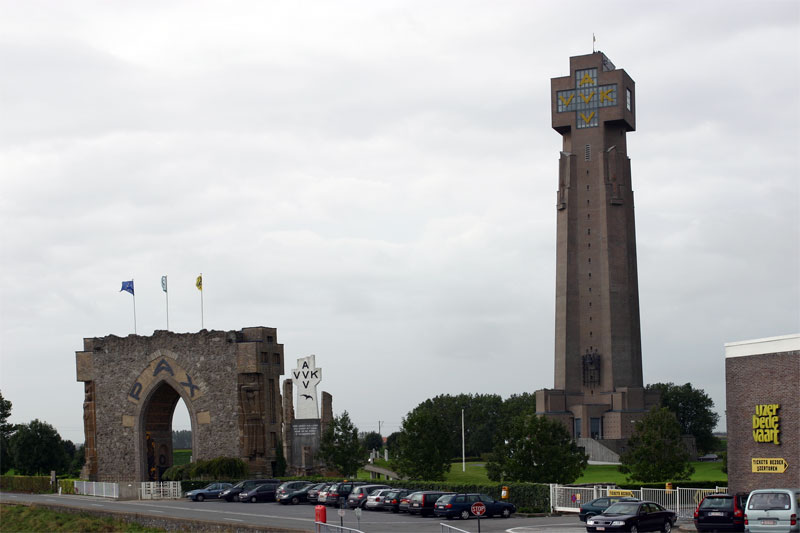
IJzertoren detrás de la puerta de la Paz.

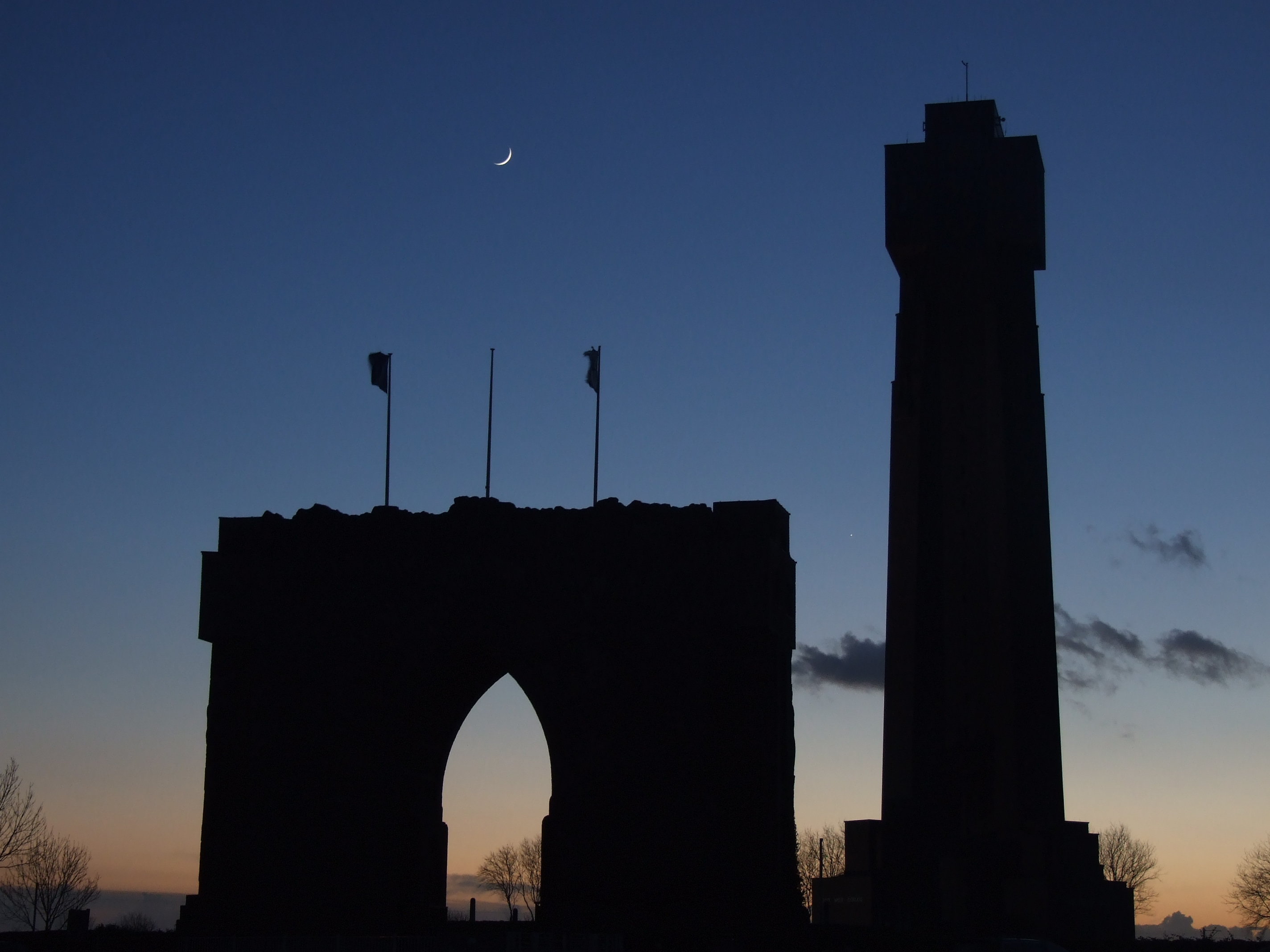
El IJzertoren de noche junto a la puerta de la Paz.

El IJzertoren (lit. 'Torre del Yser') es un monumento conmemorativo cerca del río belga Yser, en Diksmuide. Ha habido dos IJxertorens, el primero fue construido después de la Primera Guerra Mundial por una organización de antiguos soldados flamencos, pero durante la noche del 15 de marzo de 1946, o quizá del 16, fue demolido ilegalmente con dinamita. Los autores del atentado nunca fueron cogidos y varios años más tarde, una nueva torre fue construida cerca del antiguo establecimiento, en esta ocasión un poco más alta. Los restos del anterior monumento fueron utilizados para construir en 1950 la Puerta de la Paz (Paxpoort o Poort van Vrede) que se encuentra delante de la torre, sobre el lugar donde se celebra el IJzerbedevaart.
El monumento simboliza el dicho: «Nooit meer Oorlog» [No más guerra], escrito sobre la torre en las cuatro lenguas de los países que lucharon en el área durante la Primera Guerra Mundial (el holandés, el francés, el inglés y el alemán). La torre que fue reconstruida es el monumento más alto de paz en Europa con 84 metros.
La torre también contiene las abreviaturas AVV-VVK: «Alles Voor Vlaanderen-Vlaanderen voor Kristus» [Todo para Flandes-Flandes para Cristo]. Esto significa un símbolo del nacionalismo flamenco, sobre todo en cuanto a los derechos de usar la lengua holandesa y los derechos a la autonomía política. El IJzertoren fue reconocido, en el año 1986, por el parlamento flamenco como el «monumento oficial de la emancipación flamenca».
Anualmente al final de agosto, hay un evento político llamado el IJzerbedevaart que es organizado cerca del IJzertoren.
Dentro de la torre se encuentra el museo de la guerra, de la paz y de la emancipación flamenca, que es, desde 1998, parte de la red internacional de museos por la paz de las Naciones Unidas.